# Adoniram J. Warner

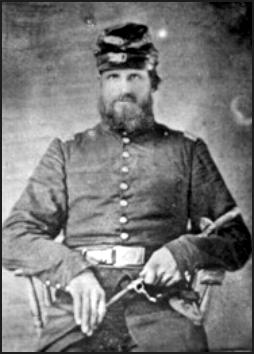
Adoniram J. Warner

Adoniram Judson Warner (* 13. Januar 1834 in Wales, Erie County, New York; † 12. August 1910 in Marietta, Ohio) war ein US-amerikanischer Politiker. Zwischen 1879 und 1887 vertrat er zweimal den Bundesstaat Ohio im US-Repräsentantenhaus.

## Werdegang
Im Alter von elf Jahren zog Adoniram Warner mit seinen Eltern nach Wisconsin. Er besuchte das dortige Beloit College und dann das New York Central College in McGrawville. Anschließend begann er eine Laufbahn im Schuldienst. Zwischen 1856 und 1861 war er in Pennsylvania Lehrer und Schulrat. Während des Bürgerkrieges diente er im Heer der Union, in dem er bis zum Oberst und Brevet-Brigadegeneral aufstieg. Er nahm an mehreren Schlachten teil und wurde mehrfach verwundet. Eine seiner Verwundungen erlitt er bei der Schlacht von Gettysburg. Nach dem Krieg studierte er Jura, ohne aber je als Jurist zu arbeiten. Ab 1866 lebte er in Marietta, wo er sich in der Ölindustrie, im Kohlegeschäft und in der Eisenbahnbranche betätigte. Politisch schloss er sich der Demokratischen Partei an.
Bei den Kongresswahlen des Jahres 1878 wurde Warner im 13. Wahlbezirk von Ohio in das US-Repräsentantenhaus in Washington, D.C. gewählt, wo er am 4. März 1879 die Nachfolge von Milton I. Southard antrat. Da er im Jahr 1880 nicht bestätigt wurde, konnte er bis zum 3. März 1881 zunächst nur eine Legislaturperiode im Kongress absolvieren. Bei den Wahlen des Jahres 1882 wurde Warner im 15. Distrikt seines Staates erneut in den Kongress gewählt, wo er am 4. März 1883 Rufus R. Dawes ablöste. Nach einer Wiederwahl im 17. Bezirk konnte er bis zum 3. März 1887 zwei weitere Legislaturperioden im US-Repräsentantenhaus verbringen. Im Jahr 1886 verzichtete er auf eine erneute Kandidatur.
Nach dem Ende seiner Zeit im US-Repräsentantenhaus war Adoniram Warner mit dem Bau der Straßenbahn in Washington D.C. befasst. Außerdem war er in Ohio im Eisenbahngeschäft tätig. Im Juli 1896 nahm er als Delegierter an der Democratic National Convention in Chicago teil. Von 1898 bis etwa sechs Monate vor seinem Tod war er in Georgia beim Aufbau des Transportsystems und der Stromversorgung beteiligt. Er starb am 12. August 1910 in Marietta, wo er auch beigesetzt wurde.